# Az Egyesült Arab Köztársaság az 1964. évi nyári olimpiai játékokon
Az Egyesült Arab Köztársaság a japán Tokióban megrendezett 1964. évi nyári olimpiai játékok egyik részt vevő nemzete volt. Az országot az olimpián 9 sportágban 73 sportoló képviselte, akik érmet nem szereztek.

## Birkózás
Kötöttfogású
| Versenyző              | Versenyszám | 1. forduló                   | 2. forduló                  | 3. forduló              | 4. forduló                   | 5. forduló        | Döntő             | Helyezés    |
| Versenyző              | Versenyszám | Ellenfél Eredmény            | Ellenfél Eredmény           | Ellenfél Eredmény       | Ellenfél Eredmény            | Ellenfél Eredmény | Ellenfél Eredmény | Helyezés    |
| ---------------------- | ----------- | ---------------------------- | --------------------------- | ----------------------- | ---------------------------- | ----------------- | ----------------- | ----------- |
| Fouad Ali              | 52 kg       | Rolf Lacour (EUA) · 3-1      | Ignazio Fabra (ITA) · 3-1   | kiesett                 | kiesett                      |                   | kiesett           | helyezetlen |
| Kamel Ali El-Sayed     | 57 kg       | Cvjatko Paskulev (BUL) · 3-1 | Moises López (MEX) · 1-3    | erőnyerő                | Friedrich Stange (EUA) · 2-2 | kiesett           | kiesett           | 5.          |
| Moustafa Hamil Mansour | 63 kg       | Rasoul Mir Malek (IRI) · 3-1 | Georges Ballery (FRA) · 1-3 | Erik Olsson (SWE) · 1-3 | Marin Bolocan (ROU) · 1-3    | kiesett           | kiesett           | 6.          |
| Mahmoud Ibrahim        | 70 kg       | Kazım Ayvaz (TUR) · 3-1      | Stevan Horvat (YUG) · 3-1   | kiesett                 | kiesett                      | kiesett           | kiesett           | helyezetlen |

## Evezés
| Versenyző | Versenyszám      | Előfutam | Előfutam | Vigaszág | Vigaszág | Döntő   | Döntő   | Döntő   | Helyezés    |
| Versenyző | Versenyszám      | Idő      | Hely.    | Idő      | Hely.    | Típus   | Idő     | Hely.   | Helyezés    |
| --- | ---------------- | -------- | -------- | -------- | -------- | ------- | ------- | ------- | ----------- |
| Mohamed El-Halawani Mahmoud Nasser Abdullah Ali (kormányos) | Kormányos kettes | 8:22,99  | 5.       | 7:43,54  | 5.       | kiesett | kiesett | kiesett | helyezetlen |
| Mahmoud Shehata Salem Mashour Ibrahim Sayed Sabri Mohamed Eissa Abdullah Ali (kormányos)                                                                            | Kormányos négyes | 7:28,96  | 5.       | 10:44,94 | 4.       | kiesett | kiesett | kiesett | helyezetlen |
| Ali Abdel Sami Abdel Mohsen Saad Ibrahim Metwalli Abdel Latif Metwalli Ahmed Ibrahim Ali Abdel Radi Abdel Fattah Abou-Shanab Saleh Ibrahim Abbas Khamis (kormányos) | Nyolcas          | 6:32,42  | 3.       | 6:19,03  | 4.       | kiesett | kiesett | kiesett | helyezetlen |

## Labdarúgás
| Egyesült Arab köztársasági labdarúgócsapat-játékoskeret | Egyesült Arab köztársasági labdarúgócsapat-játékoskeret |
| --- | --- |
| - Raafat Attia - Mimi Darwish - Amin El-Esnawi - Rifaat El-Fanaguili - Mimi El-Sherbini - Ali Kamal Etman - Badawi Abdel Fattah - Mahmoud Hassan - Taha Ismail - Fathi Ali Khorshid | - Farouk Mahmoud - Ahmed Moustafa - Nabil Nosseir - Ahmed Mohamed Reda - Moustafa Reyadh - Mohamed Seddik - Khalil Mohamed Shahin - Samir Qotb - Yaken Zaki |

### Eredmények
Csoportkör
C csoport
| Csapat                    | M | Gy | D | V | G+ | G– | Gk  | P |
| ------------------------- | - | -- | - | - | -- | -- | --- | - |
| Csehszlovákia             | 3 | 3  | 0 | 0 | 12 | 2  | +10 | 6 |
| Egyesült Arab Köztársaság | 3 | 1  | 1 | 1 | 12 | 6  | +6  | 3 |
| Brazília                  | 3 | 1  | 1 | 1 | 5  | 2  | +3  | 3 |
| Dél-Korea                 | 3 | 0  | 0 | 3 | 1  | 20 | –19 | 0 |

| 1964. október 12. 14:00 |

| Brazília (BRA) | 1–1               | Egyesült Arab Köztársaság |
| -------------- | ----------------- | ------------------------- |
| Miranda 10'    | (1–0) Jegyzőkönyv | Shahin 88'                |

| Komazava stadion, Tokió Játékvezető: Rudolf Glöckner (kelet-német) Asszisztensek: Ashgar Tehrani (iráni), Cornel Nitescu (román) |

| 1964. október 14. 13:58 |

| Csehszlovákia (TCH)                         | 5–1               | Egyesült Arab Köztársaság |
| ------------------------------------------- | ----------------- | ------------------------- |
| Vojta 5' 27' Urban 36' Mráz 83' Cvetler 84' | (3–0) Jegyzőkönyv | Reyadh 53'                |

| Csicsibu Herceg Stadion, Tokió Játékvezető: Zsolt István (magyar) Asszisztensek: Rudolf Glöckner (német), Cornel Nitescu (román) |

| 1964. október 16. 13:59 |

| Egyesült Arab Köztársaság (RAU)                                                 | 10–0              | Dél-Korea |
| ------------------------------------------------------------------------------- | ----------------- | --------- |
| Reyadh 14' 17' 40' 48' 72' 77' Seddik 50' El-Fanaguili 61' Etman 66' Hassan 78' | (3–0) Jegyzőkönyv |           |

| Csicsibu Herceg Stadion, Tokió Játékvezető: Rudolf Glöckner (kelet-német) Asszisztensek: Rafael Valenzuela (mexikói), Salih Mohamed Boukkili (marokkói) |

Negyeddöntő
| 1964. október 18. 14:00 |

| Egyesült Arab Köztársaság (RAU)                | 5–1               | Ghána    |
| ---------------------------------------------- | ----------------- | -------- |
| Badawi 42' 61' Reyadh 65' El-Fanaguili 69' 85' | (1–1) Jegyzőkönyv | Mfum 37' |

| Ómija stadion, Ómija Játékvezető: Rudolf Glöckner (kelet-német) Asszisztensek: Vaclav Korelus (csehszlovák), Rafael Valenzuela (mexikói) |

Elődöntő
| 1964. október 20. 13:59 |

| Magyarország (HUN)                 | 6–0               | Egyesült Arab Köztársaság |
| ---------------------------------- | ----------------- | ------------------------- |
| Bene 7' 20' 66' 77' Komora 29' 58' | (3–0) Jegyzőkönyv |                           |

| Csicsibu Herceg Stadion, Tokió Játékvezető: Miguel Comesaña (argentin) Asszisztensek: Fukusima Genicsi (japán), Hajakava Szumio (japán) |

Bronzmérkőzés
| 1964. október 23. 11:57 |

| Egyesült Német Csapat (EUA)       | 3–1               | Egyesült Arab Köztársaság |
| --------------------------------- | ----------------- | ------------------------- |
| Frenzel 17' Vogel 48' Stöcker 56' | (1–0) Jegyzőkönyv | Attia 75'                 |

| Olimpiai stadion, Tokió Nézőszám: 60 000 Játékvezető: Jokojama Jozó (japán) Asszisztensek: Fukusima Genicsi (japán), Hajakava Szumio (japán) |

| Csapat                          | Helyezés |
| ------------------------------- | -------- |
| Egyesült Arab Köztársaság (RAU) | 4.       |

## Ökölvívás
| Versenyző        | Versenyszám   | Selejtező         | 32-es főtábla                  | Nyolcaddöntő                  | Negyeddöntő                     | Elődöntő          | Döntő             | Helyezés |
| Versenyző        | Versenyszám   | Ellenfél Eredmény | Ellenfél Eredmény              | Ellenfél Eredmény             | Ellenfél Eredmény               | Ellenfél Eredmény | Ellenfél Eredmény | Helyezés |
| ---------------- | ------------- | ----------------- | ------------------------------ | ----------------------------- | ------------------------------- | ----------------- | ----------------- | -------- |
| Mahmoud Mersal   | Légsúly       |                   | Fernando Atzori (ITA) · 0-5    | kiesett                       | kiesett                         | kiesett           | kiesett           | 17.      |
| Hosni Farag      | Harmatsúly    |                   | Csong Szindzso (KOR) · 0-5     | kiesett                       | kiesett                         | kiesett           | kiesett           | 17.      |
| Badawi El-Bedewi | Pehelysúly    |                   | Anthony Andeh (NGR) · RSC      | kiesett                       | kiesett                         | kiesett           | kiesett           | 17.      |
| Fawzi Hassan     | Könnyűsúly    | erőnyerő          | Ronald Harris (USA) · KO       | kiesett                       | kiesett                         | kiesett           | kiesett           | 17.      |
| Hussein Saddik   | Váltósúly     |                   | Sukda Songsam (THA) · kizárták | Silvano Bertini (ITA) · 0-5   | kiesett                         | kiesett           | kiesett           | 9.       |
| Sayed El-Nahas   | Nagyváltósúly |                   | Luiz Fabre (BRA) · 4-1         | Vasile Mirza (ROU) · 2-3      | kiesett                         | kiesett           | kiesett           | 9.       |
| Ahmed Haszán     | Középsúly     |                   | Franz Frauenlob (AUT) · 5-0    | Peter P. Odhiambo (UGA) · 5-0 | Tadeusz Walasek (POL) · 0-5     | kiesett           | kiesett           | 5.       |
| Sayed Mersal     | Félnehézsúly  |                   | erőnyerő                       | Thomas Arimi (GHA) · 5-0      | Alekszandar Nikolov (BUL) · 0-5 | kiesett           | kiesett           | 5.       |

## Sportlövészet
Férfi
| Versenyző              | Versenyszám          | Pont | Helyezés |
| ---------------------- | -------------------- | ---- | -------- |
| Abdallah Zohdy         | Gyorstüzelő pisztoly | 555  | 42.      |
| Hassan El-Sayed Attia  | Szabadpisztoly       | 506  | 47.      |
| Mohamed Sami El-Khatib | Sportpuska, fekvő    | 584  | 46.      |
| Mohamed Amin Fikry     | Sportpuska, fekvő    | 588  | 35.      |
| Ahmed Kadry Genena     | Trap                 | 178  | 38.      |
| Mohamed Mehrez         | Trap                 | 190  | 10.      |

## Súlyemelés
| Versenyző               | Versenyszám | Nyomás   | Nyomás   | Szakítás | Szakítás | Lökés    | Lökés    | Összesen | Helyezés |
| Versenyző               | Versenyszám | Eredmény | Helyezés | Eredmény | Helyezés | Eredmény | Helyezés | Összesen | Helyezés |
| ----------------------- | ----------- | -------- | -------- | -------- | -------- | -------- | -------- | -------- | -------- |
| El-Sayed Mohamed Herit  | 56 kg       | 102,5    | 8.       | 97,5     | 11.      | 127,5    | 12.      | 327,5    | 11.      |
| Hosni Abbas             | 60 kg       | 105,0    | 12.      | 100,0    | 11.      | 137,5    | 8.       | 342,5    | 8.       |
| Saleh Hussain           | 67,5 kg     | 125,0    | 6.       | 115,0    | 8.       | 142,5    | 11.      | 382,5    | 9.       |
| Amer El-Hanafi          | 82,5 kg     | 135,0    | 10.      | 122,5    | 15.      | 160,0    | 14.      | 417,5    | 13.      |
| Mohamed Mahmoud Ibrahim | +90 kg      | 162,5    | 8.       | 145,0    | 6.       | 187,5    | 6.       | 495,0    | 6.       |

## Torna
Férfi
| Versenyző       | Versenyszám      | Selejtező | Selejtező | Döntő    | Döntő    |
| Versenyző       | Versenyszám      | Pontszám  | Helyezés  | Pontszám | Helyezés |
| --------------- | ---------------- | --------- | --------- | -------- | -------- |
| Mohamed Ibrahim | Talaj            | 17,50     | 94.       | kiesett  | kiesett  |
| Mohamed Ibrahim | Ugrás            | 9,20      | 124.      | kiesett  | kiesett  |
| Mohamed Ibrahim | Korlát           | 8,20      | 127.      | kiesett  | kiesett  |
| Mohamed Ibrahim | Nyújtó           | 7,30      | 125.      | kiesett  | kiesett  |
| Mohamed Ibrahim | Gyűrű            | 8,70      | 127.      | kiesett  | kiesett  |
| Mohamed Ibrahim | Lólengés         | 8,25      | 126.      | kiesett  | kiesett  |
| Mohamed Ibrahim | Egyéni összetett |           |           | 59,15    | 127.     |

## Vívás
Férfi
| Versenyző                                                                                 | Versenyszám | Csoportkör | Csoportkör | Csoportkör | Csoportkör | Elődöntő                | Elődöntő          | Elődöntő          | Döntő             | Helyezés    |
| Versenyző                                                                                 | Versenyszám | 1. kör | 1. kör     | 2. kör | 2. kör     | 3. kör                  | 4. kör            | 5. kör            | Döntő             | Helyezés    |
| Versenyző                                                                                 | Versenyszám | Ellenfél Eredmény | Hely.      | Ellenfél Eredmény | Hely.      | Ellenfél Eredmény       | Ellenfél Eredmény | Ellenfél Eredmény | Ellenfél Eredmény | Helyezés    |
| ----------------------------------------------------------------------------------------- | ----------- | --- | ---------- | --- | ---------- | ----------------------- | ----------------- | ----------------- | ----------------- | ----------- |
| Mohamed Gamil El-Kalyoubi                                                                 | Tőr, egyéni | A. csoport · German Szvesnyikov (URS) · 1-5 · Jean-Claude Magnan (FRA) · 1-5 · Herbert Cohen (USA) · 1-5 · David McKenzie (AUS) · 5-1 · Han Mjongszok (Han Myeong-Seok) (KOR) · 5-0 · Rájátszás: · Herbert Cohen (USA) · 1-5 · David McKenzie (AUS) · 5-3 | 4.         | C. csoport · Roland Losert (AUT) · 3-5 · Dieter Schmitt (EUA) · 2-5 · Viktor Zsdanovics (URS) · 5-1 · Haukler István (ROU) · 5-3 · Nicola Granieri (ITA) · 3-5 · Rájátszás: · Haukler István (ROU) · 5-3 · Nicola Granieri (ITA) · 5-4 | 4.         | Mano Kazuo (JPN) · 8-10 | kiesett           | kiesett           | kiesett           | 17.         |
| Sameh Rahman                                                                              | Tőr, egyéni | E. csoport · Nicola Granieri (ITA) · 2-5 · Daniel Revenu (FRA) · 5-3 · John Andru (CAN) · 5-2 · Houshmand Almasi (IRI) · 5-1 · Tabucsi Kazuhiko (JPN) · 2-5                                                                                               | 3.         | F. csoport · Ókava Heizaburó (JPN) · 4-5 · Jean-Claude Magnan (FRA) · 0-5 · Kamuti Jenő (HUN) · 4-5 · Jürgen Brecht (EUA) · 5-2 · Ignacio Posada (COL) · 5-1                                                                           | 5.         | kiesett                 | kiesett           | kiesett           | kiesett           | helyezetlen |
| Moustafa Soheim                                                                           | Tőr, egyéni | B. csoport · Ókava Heizaburó (JPN) · 5-3 · Mario Curletto (ITA) · 5-2 · Enrique Penabella (CUB) · 5-2 · Ivan Lund (AUS) · 5-3 · Ryszard Parulski (POL) · 3-5                                                                                              | 1.         | B. csoport · Mark Midler (URS) · 3-5 · Bill Hoskyns (GBR) · 0-5 · Tabucsi Kazuhiko (JPN) · 2-5 · Egon Franke (POL) · 5-3 · Michael Ryan (IRL) · 5-4 · Rájátszás: · Tabucsi Kazuhiko (JPN) · 3-5                                        | 5.         | kiesett                 | kiesett           | kiesett           | kiesett           | helyezetlen |
| Farid El-Ashmawi Ahmed El-Husseini Mohamed Gamil El-Kalyoubi Sameh Rahman Moustafa Soheim | Tőr, csapat | C. csoport · Magyarország (HUN) · 4-9 · Japán (JPN) · 5-11 | 3.         | |            |                         | kiesett           | kiesett           | kiesett           | helyezetlen |

## Vízilabda
| Egyesült Arab köztársasági férfi vízilabdacsapat-játékoskeret                              | Egyesült Arab köztársasági férfi vízilabdacsapat-játékoskeret                |
| ------------------------------------------------------------------------------------------ | ---------------------------------------------------------------------------- |
| - Adel El-Moalem - Sami El-Sayed - Amin Abdel Rahman - Mohamed Abid Soliman - Mamadou Amir | - Ashraf Gamil - Moukhtar Hussain El-Gamal - Mohamed Khalil - Hazem Kourched |

### Eredmények
Csoportkör
D csoport
| Csapat                          | M | Gy | D | V | G+ | G– | Gk  | P |
| ------------------------------- | - | -- | - | - | -- | -- | --- | - |
| Magyarország (HUN)              | 2 | 2  | 0 | 0 | 16 | 1  | +15 | 4 |
| Belgium (BEL)                   | 2 | 1  | 0 | 1 | 8  | 10 | –2  | 2 |
| Egyesült Arab Köztársaság (RAU) | 2 | 0  | 0 | 2 | 6  | 19 | –13 | 0 |

| 1964. október 11. 17:40 | Magyarország (HUN)   | 11 – 1 | Egyesült Arab Köztársaság (RAU) |  |
| 1964. október 11. 17:40 | (2–1, 3–0, 2–1, 4–0) |        |                                 |  |
| 1964. október 11. 17:40 | Felkai, Rusorán 2    |        | Abdel Rahman 1                  |  |

| 1964. október 13. 16:30 | Egyesült Arab Köztársaság (RAU) | 5 – 8 | Belgium (BEL) |  |
| 1964. október 13. 16:30 | (1–2, 3–3, 1–2, 0–1)            |       |               |  |
| 1964. október 13. 16:30 | Abdel Rahman 2                  |       | Dumont 4      |  |

| Csapat                          | Helyezés |
| ------------------------------- | -------- |
| Egyesült Arab Köztársaság (RAU) | 12.      |